# Reginald Pickup
Reginald John Pickup (6 de septiembre de 1929 – 19 de julio de 2018) fue un futbolista británico que jugó en el Stoke City.
Pickup nació en Stoke-on-Trent y jugó como amateur con el Staffordshire Boy's Club antes de unirse al Stoke en 1949. Jugo un solo partido en el empate a cero en casa ante Huddersfield Town. Posteriormente, fichño por el Stafford Rangers.